# Lena Krieg
Magdalena „Lena“ Agnes Krieg (* 20. Februar 1901 in Eningen unter Achalm; † 30. Dezember 1981 in Eningen) war eine Nationalökonomin und Soziologin, deren Promotion und eine berufliche Karriere von den Nationalsozialisten aufgrund ihrer politischer Aktivitäten verhindert wurde. Zwischen 1941 und 1952 war sie mit dem Holzschneider und Maler HAP Grieshaber verheiratet und führte in der Zeit auch den Nachnamen ihres Mannes.

## Familiärer Hintergrund und frühe Jahre
Lena Krieg war die Tochter „der vermögenden Schweizerin Karoline Magdalene Seyser und dem Schulmeister Gottfried Krieg“. Das Vermögen der Mutter ermöglichte der Familie bis zur Hyperinflation des Jahres 1923 ein großbürgerliches Leben in einer Jugendstilvilla und mehreren Hausboten.:S. 31
Zur Familie gehörten außer Lena (deren Vorname oft auch als Magdalena zitiert wird) noch zwei weitere Schwestern: die ältere Frieda († 1987) und die jüngere Charlotte († 1994).

„Von frühesten Kindestagen an denken die Eltern jedem der drei kleinen Mädchen eine bestimmte Rolle zu. Frieda genießt die klassische Ausbildung für höhere Töchter: Nach der Realschule zwei Jahre Internat am Genfer See und Aufenthalt in einem italienischen Adelshaus. Lena, Liebling des Vaters, darf Abitur machen und danach nach Chicago zu Bekannten reisen. Lotte soll sich nach der Volksschule um Haus und Eltern kümmern.“

Lioba Canan Tekin bestätigt das weitgehend und ergänzt, dass Frieda nach ihrem Aufenthalt am Genfer See in München ein Kunststudium aufnahm, das sie aber als Folge der Inflation nie abschloss. Allerdings lernte sie während ihrer Münchener Zeit Adolf Hitler kennen und blieb ihr Leben lang ein Anhänger von dessen Ideen, für die sich dann auch Charlotte begeisterte.:S. 31
Die Inflation vernichtete 1923 das Familienvermögen, lediglich die Villa blieb ihnen erhalten. 1924 verstarb Vater Gottfried Krieg. Frieda zog zurück nach Eningen und wurde Lehrerin, Charlotte, die gerade das Abitur bestanden hatte, blieb ein Studium verwehrt, und sie wurde eine Art familiärer Dienstbotenersatz.:S. 31 Für Lena, die um Ostern 1920 an der Oberrealschule in Reutlingen die Hochschulzugangsberechtigung erworben hatte:S. 32, Anmerkung 35 ist die Quellenlage über diesen Zeitabschnitt dürftig. Tekin führt aus, dass sie seit 1924 einen Briefwechsel mit Werner Klimpt unterhielt, der zu der Zeit in Tübingen studierte und am Aufbau der Kommunistischen Studentenfraktion (KoStuFra) beteiligt war.:S. 54 Wo die beiden sich kennengelernt hatten und wie es zu diesem Briefwechsel kam, ist ungeklärt. Ebenso ungeklärt ist, aufgrund welcher Erfahrungen Lena Kreig ihr mit Klimpt geteiltes „wissenschaftliche und politische Interesse [..] am Thema Kommunismus und Sozialismus“ und „Sympathie [..] für die KPD“ entwickelte.:S. 32
Für Lena scheint es dennoch ein längerer Prozess gewesen zu sein, der schwierigen familiären Situation zu entfliehen:S. 31 und zum Missfallen ihrer Schwester Frieda „ohne konkrete Berufsabsichten nach Frankfurt an die Universität“ zu gehen. Den Schritt vollzog Lena Krieg im Mai 1927.

## Studienjahre in Frankfurt
Lena Krieg schrieb sich am 10. Mai 1927 an der Frankfurter Universität für Philosophie mit dem Hauptfach Nationalökonomie und im Nebenfach Englisch ein.:S. 32, Anmerkung 35 Tekin führt diese Wahl des Studienorts und des Hauptfaches auf die in dem Briefwechsel angeklungenen politischen Interessen zurück und auf den Ruf der Frankfurter Universität, die „zu dieser Zeit besonders für ihre linke und liberale Gesinnung an den Lehrstühlen und unter den Studierenden bekannt“ war.:S. 33 Dorthin war inzwischen auch der in Tübingen 1926 wegen seiner kommunistischen Aktivitäten für zwei Jahre relegierte Klimpt gewechselt.
Ob Lena Krieg „direkt zu Beginn des Studiums dem Sozialistischen Deutscher Studentenbund (SDStB)“ beigetreten ist, wie Tekin behauptet:S. 33, ist fraglich. Tekin bezieht sich hierfür auf Lena Kriegs Akte im Frankfurter Universitätsarchiv. Dort gibt es allerdings nur ein Dokument, das hierzu Hinweise enthält. Am 21. Oktober 1954 schrieb das Landesamt für die Wiedergutmachung in Tübingen an die Goethe-Universität, um von dort Auskünfte über Lena Kriegs Frankfurter Jahre und die Berechtigung ihrer Entschädigungsansprüche zu erhalten. In diesem Schreiben heißt es:

„Die Obengenannte macht Entschädigungsansprüche geltend. Sie will unter ihrem Mädchennamen Krieg als Assistentin am soziologischen Institut der Universität Frankfurt a. M. gewesen sein. Weiterhin trägt sie vor, während dieser Zeit Angehörige des sozialistischen Studentenbundes gewesen zu sein. Weil sie mit dem als antifaschistisch bekannten Dr. Klimpt zusammengearbeitet hat, sei sie im Jahre 1933 in Frankfurt a. M. von der Polizei verhört und tagelang inhaftiert worden. Als Grund für der Verhaftung wird von der Antragstellerin auch noch Beihilfe zur Flucht von Marxisten angegeben.“

Die behördlicherseits verwendete Formulierung „sozialistischer Studentenbund“ ist kein eindeutiger Beleg für Tekins behauptete Zugehörigkeit zum „Sozialistischen Deutschen Studentenbund“ (SDStB). Diese würde nämlich im Widerspruch stehen zu den aus dem Briefwechsel mit Klimpt abgeleiteten politischen Interessen von Krieg und den ihr attestierten Sympathien für die KPD, denn der SDStB stand der SPD nahe und war antikommunistisch positioniert. Nach Stuchlik kamen zudem die meisten SDStB-Mitglieder von der mit der Goethe-Universität assoziierten Akademie der Arbeit (AdA), und somit nicht aus dem Kernbereich der Universität. Wahrscheinlicher ist, dass Lena Krieg, wie Klimpt auch, Mitglied in der Roten Studentengruppe war, in der sich Studentinnen und Studenten verschiedener sozialistischer und kommunistischer Fraktionen zusammen getan hatten, die sich alle links von der SPD verorteten.
Über Kriegs Studium in Frankfurt gibt es wenig konkrete Hinweise. Nach Tekin soll sie im Sommersemester 1928 ein Seminar von Max Horkheimer und Friedrich Pollock zum Thema „Klassenkampf“ besucht:S. 33 und im gleichen Jahr Diskussionen mit Horkheimer am Institut für Sozialforschung geführt haben.:S. 35 Tekin schildert dann die Auswirkungen der Weltwirtschaftskrise von 1929 auch auf die Situation an der Frankfurter Universität und Krieg persönlich. Sie habe in einer Fabrik arbeiten müssen und sei trotzdem aus Geldmangel vorübergehend von der Liste der Studierenden gestrichen worden.:S. 34 Danach erhielt sie „als eine der ersten Frauen eine Assistentenstelle im Institut für Philosophie und die Möglichkeit, bei Prof. Dr. Pribram zu promovieren“:S. 35, dem Ordinarius für Volkswirtschaftslehre und Direktor des Instituts für Wirtschaftswissenschaften. All das geht so auch aus dem schon zitierten Schreiben des Tübinger Landesamtes für die Wiedergutmachung hervor.
Wie über ihr gesamtes Studium, so ist auch über Kriegs Promotion nur wenig bekannt. Sie verfasste eine Dissertation zum Thema Utilitarismus, die sie noch kurz vor Hitlers Machtantritt fertigstellen konnte:S. 35, doch zum Abschluss des Promotionsverfahrens kam es nicht mehr, da ihr Doktorvater kurz nach der Bücherverbrennung in die USA emigrierte. Parallel dazu wurde Krieg von der Gestapo inhaftiert und über mehrere Tage hinweg zu ihren Kontakten zu linken Kreisen verhört.:S. 36 Ihre Dissertation ist seit dieser Zeit verschollen.
Am 29. Juni 1933 ordnete das Preußische Kultusministerium per Erlass (U I Nr. 21890) an, „alle Studierenden vom Hochschulstudium auszuschließen, ‚die sich in den letzten Jahren nachweislich in kommunistischem Sinne betätigt haben (auch ohne Mitglied der KPD zu sein)‘. Die Hochschulen wurden verpflichtet, zur Feststellung der in Frage kommenden Personen die örtlichen Studentenführungen heranzuziehen und Listen der relegierten Studenten an alle Hochschulen zu versenden, um eine Immatrikulation der Betroffenen an anderer Stelle zu verhindern.“ Der nach der Machtübernahme frisch gewählte Rektor der Goethe-Universität, Ernst Krieck, folgte unverzüglich diesem Erlass, richtete einen Ausschuss zur politischen Überprüfung der Studenten ein und ließ die im Erlass geforderten Listen erstellen. Am 12. Juli 1933 schloss der Senat der Universität unter Berufung auf den Erlass Preußischen Kultusministeriums sieben Studentinnen und Studenten mit sofortiger Wirkung vom Universitätsstudium aus. 15 weitere, die zu dem Zeitpunkt der Universität nicht mehr angehörten, wurden beschuldigt, „sich während ihrer Zugehörigkeit zur Frankfurter Universität [..] in kommunistischem Sinn betätigt“ zu haben.
Eine der wegen ihrer angeblicher kommunistischer Betätigung denunzierten 15 Studierenden war – ebenso wie der schon erwähnte Werner Klimpt – Lena Krieg. Nach Tekin sei sie schon vor diesem Rektorats-Erlass von der Universität verwiesen worden:S. 36, was aber laut einem Schreiben der Goethe-Universität vom 29. November 1954 damit zusammenhing, dass sie sich zum Wintersemester 1931/32 „nicht mehr ordnungsgemäß zurückgemeldet habe“. Deshalb wird sie auch in dem Erlass von Ernst Krieg als Person aufgeführt, „die jetzt der Frankfurter Universität nicht mehr angehören“ Vorgeworfen wird ihr dort aber, dass sie, ebenso wie Gisèle Freund und John Rewald, „Vorstandsmitglied oder Ferienvertreter der Roten Studentengruppe“ gewesen sei. In Kriegs Studentenakte befindet sich, ebenso wie in der von Werner Klimpt, der Hinweis, dass „sämtlichen deutschen Hochschulen mitgeteilt worden [ist], dass Lena Krieg sich während ihrer Zugehörigkeit zur Universität Frankfurt a. M im kommunistischen Sinne betätigt hat“. Faktisch bedeutete das einen Ausschluss vom Studium an allen deutschen Universitäten.
Lena Krieg sollte nach dem Relegations-Erlass ein zweites Mal von der Gestapo verhört werden und versuchte, sich dem durch einen missglückten Fluchtversuch in die Tschechoslowakei zu entziehen.:S. 36 Die Gestapo scheint danach das Interesse an ihr verloren zu haben, doch für Krieg ergab sich aus alldem eine schwierige Situation.

„Der Nationalsozıalismus hatten ihr alles bisher Eıreichte und Erarbeıtete genommen. Ihre Assistentenstelle und damit einzige Einnahmequelle war durch die Zwangsexmatrikulatıon nıcht mehr existent. Ihr Promotionsvorhaben konnte sie nicht abschließen [..]. Ihr soziales Umfeld war fast vollständig aus Deutschland geflüchtet oder in den Untergrund gegangen. Auch Krieg musste eine erneute Befragung durch die Gestapo befürchten und Frankfurt verlassen. Sie erlitt zu dieser Zeit einen psychischen Zusammenbruch, von dem sie sich nie wieder ganz erholen konnte und kehrte in ihr Elternhaus in Eningen zurück.“

## Zeit des Nationalsozialismus und Nachkriegszeit
Lena Krieg kehrte in ihr Elternhaus zurück, in dem ihre beiden Schwestern Frieda und Charlotte, zwei begeisterte Anhängerinnen des Nationalsozialismus, das Sagen hatten.:S. 37 Frieda nutzte zudem ihre Kontakte, um Lena wegen ihrer psychischer Probleme Schizophrenie attestieren zu lassen, mit dem Ziel, sie in eine Anstalt einzuweisen. Wie Rall-Lorenz und Gregor Kalivoda schreiben, wohl auch mit Erfolg: „Der Kriegsausbruch lässt Lena in eine psychische Isolation geraten, sie wird in die Tübinger Nervenklinik eingewiesen“, aber nur vorübergehend. „Der verantwortliche Professor beobachtet zwar Symptome, die möglicherweise auf Schizophrenie schließen lassen. Doch für eine Einweisung in eine geschlossene Anstalt sieht er keinen Anlass. Lena kann zurück nach Eningen.“ Nach Tekin scheiterten weitere Versuche einer erneuten Einweisung wohl erst, als Lena HAP Grieshaber kennenlernte, der zu Beginn des Zweiten Weltkriegs in einer Fabrik in Eningen als Pförtner arbeitete:S. 38 und 1940 zur Wehrmacht einberufen wurde.
1941 folgen drei Ereignisse, deren chronologische Reihenfolge nicht eindeutig ist. Im April 1941 heirateten Lena Krieg und HAP Grieshaber:S. 38; am 13. August 1941 wurde Lena von der Gestapo verhaftet – nach Grieshaber aufgrund einer familiären Denunziation – und sollte in eine Nervenheilanstalt eingeliefert werden, was Grieshaber verhindern konnte:S. 38, und Grieshaber wurde ins elsässische Hagenau zu einer Fernsprech-Betriebskompagnie versetzt. Lena Krieg folgte ihm und arbeitete dort in der Stadtbibliothek.
1945 geriet Grieshaber in amerikanische Kriegsgefangenschaft. Lena kehrte daraufhin in ihr Elternhaus zurück, wohin 1946 nach seiner Entlassung aus der Gefangenschaft auch Grieshaber folgte. Er „entschloss sich jedoch auf Grund der Spannungen zu den Schwestern, mit seiner Frau in das Gartenhaus seiner Eltern auf der Achalm zu ziehen“.:S. 39 Tekin schildert die folgenden fünf Jahre als erholsame Zeit für die beiden, in der sie sich in ihrem Holzhaus mit vielen Tieren umgeben hätten. Diese ruhige Phase endete offiziell mit der von Grieshaber erzwungenen Scheidung am 17. September 1952. Um diese durchzusetzen, hatte er sich zeitweilig die Vormundschaft über Lena zusprechen lassen.:S. 39
1948 musste Lena Krieg unter ihrem Familiennamen Grieshaber zwei Spruchkammerverfahren durchlaufen. In dem Verfahren vor dem Staartskommissariat für die politische Säuberung im Land Württemberg-Hohenzollern wurde sie am 27. August 1948 als „unbelastet“ eingestuft. Begründet wurde das damit, dass sie „lediglich Mitglied der DAF ohne Amt“ gewesen sei. Zu einem weiteren Verfahren vor der Spruchkammer Reutlingen gibt es keine weiteren Hinweise.

## Letzte Jahre
Nach ihrer Scheidung kehrte Lena Krieg erneut in ihr Elternhaus zurück, wollte nun aber nicht mehr mit ihren Schwestern unter einem Dach wohnen. Sie bezog auf dem Familiengrundstück ein Gartenhaus ohne Wasser, Strom und Heizung.:S. 83 Die Zeitangaben über die weiteren Ereignisse sind unklar. Ende der 1950er oder zu Beginn der 1960er Jahre starb Lenas Mutter Karoline Krieg, und in der Zeit lernte Lena auch Frau S. kennen, ihre letzte Partnerin, mit der sie etwa zwanzig Jahre in einer lesbischen Beziehung zusammenlebte.:S. 39 Letzteres war im Dorf ein großer Skandal und hatte für Frau S. fast den Bruch mit ihren Eltern zur Folge.:S. 39
Nach Henning Kober kam es zwischen den drei Schwestern bis zu Lenas Tod im Jahre 1981 nicht mehr zu einer Versöhnung, nicht nur aufgrund der weiterhin nationalsozialistisch gesinnten Schwestern Frieda und Charlotte, sondern auch wegen Lenas problematischen psychischen Zustandes.

„So berichtet beispielsweise Frau S., dass Frieda, Lena Kriegs Schwester, die Lebensbedingungen von Frau S. und Lena in dem Gartenhaus verbessern und einen großen Ofen in die bisher nicht beheizbare Hütte einbauen wollte. Lena habe sich jedoch vehement dagegen gewehrt, da ihr der Ofen „zu klobig und zu unmodern“ (Interview, Frau S. 41:20) erschien. Sie selbst sei in den Entscheidungsprozess nicht einbezogen worden. Daraufhin mussten sie weiterhin die kalten Wintermonate ohne Heizung verbringen. Zudem waren sie noch in einer finanziellen Notlage: Die einzige Einnahmequelle der beiden Frauen stellte eine geringfügige Beschäftigung von Frau S. dar, welche morgendlich die Zeitungen austrug. Das Zusammenleben wird von Frau S. als sehr konfliktbelastet beschrieben, da Lena seit der Trennung von Grieshaber stark verwirrt gewesen sei und immer wieder zu jähzornigen Anfällen neigte. Meistens war Lena damit beschäftigt, gegen die Diagnose Schizophrenie vorzugehen und konsultierte verschiedene Ärzte, die diesen Befund jedoch bestätigten. Sie konnte diese Krankheit nie akzeptieren. (ebd. 30:00)“

Die andere Lena sprach Englisch, Französisch und Russisch, spielte mehrere Instrumente, war eine humorvolle und starke Persönlichkeit und hatte weiterhin großes Interesse an Literatur und linker Politik, das sie auch mit ihrer Partnerin teilte.
Letztlich fühlte sich auch Frau S. von Lena überfordert, und es kam zur Trennung. Ein Versuch von ihr, zusammen mit Frieda Krieg Lena zur Behandlung einer Krebserkrankung zu bewegen, scheiterte. Lena Krieg erstickte am 30. Dezember 1981 an den Folgen des nicht behandelten Tumors.:S. 40 f Ihr Nachlass befindet sich laut Tekin im Besitz des Freundeskreises HAP Grieshaber.

## Das Geschwister-Krieg-Zentrum
Frieda Krieg war am 1. Januar 1933 in die NSDAP eingetreten und die erste Eninger NS-Frauenschaftsführerin geworden. Sie und ihre Schwester Charlotte feierten alljährlich den Führergeburtstag mit Kaffeekränzchen und Kampfmusik vom Plattenteller und hatten ihre Mutter noch vor 1933 dazu gebracht, ihnen den gesamten Besitz zu überschreiben.
Als Frieda Krieg 1987 sechs Jahre nach Lenas Tod starb, ging per Testament die Villa samt dem mehr als 7000 Quadratmeter großen Grundstück als Geschenk an die damalige Nationaldemokratische Partei Deutschlands (NPD). Wirksam wurde das Erbe aber erst, nachdem 1994 auch Charlotte Krieg gestorben war.
Die Erbschaft befreite die NPD aus ihrer existentiell bedrohlichen finanziellen Lage und bescherte ihr mit dem Geschwister-Krieg-Zentrum ein Heim für Schulungen und Parteitreffen. Allerdings regte sich vor Ort Ende der 1990er Jahre auch Widerstand gegen die braune Kaderschmiede. Anfang Februar 1997 demonstrierten rund 3.000 Menschen vor der Eninger Villa. Die Gemeinde versuchte mehr oder weniger halbherzig, der NPD das Anwesen abzukaufen, doch erst im Mai 2001 war diese zu einem Verkauf bereit. „Der Gemeinderat [von Eningen] beschloss am 15. Mai den Kauf des "Geschwister-Krieg-Zentrums" für offiziell 2,15 Millionen Mark.“
Über die heutigen Besitzverhältnisse und die Nutzung des Anwesens ist nichts bekannt.